# Prva Liga Srbija
La Primera Liga serbia o Prva Liga Srbija (serbio: Прва Лига Србија) es la segunda categoría del fútbol profesional de Serbia. Está organizada por la Asociación de Fútbol de Serbia, y la disputan 16 equipos. 
A menudo es referida como Prva Liga Telekom Srbija, con el nombre del principal patrocinador de la liga, Telekom Srbija. 
La liga se creó para sustituir a la antigua segunda división de la unión estatal de Serbia y Montenegro, después de la independencia de Montenegro, de 2006, integrando ya únicamente a clubes serbios.

## Equipos de la liga 2024-25
| Club                          | Ciudad            | Estadio                | Capacidad |
| ----------------------------- | ----------------- | ---------------------- | --------- |
| FK Borac 1926                 | Čačak             | Čačak Stadium          | 8,000     |
| GFK Dubočica                  | Leskovac          | Dubočica Stadium       | 8,136     |
| RFK Grafičar Beograd          | Belgrado          | Topčiderska zvezda     | 1,000     |
| FK Inđija                     | Inđija            | Inđija Stadium         | 4,000     |
| FK Javor-Matis                | Ivanjica          | Javor Stadium          | 5,000     |
| FK Mačva Šabac                | Šabac             | Mačva Stadium          | 5,494     |
| FK Mladost Novi Sad           | Novi Sad          | Karađorđe Stadium      | 14,458    |
| FK Radnik Surdulica           | Surdulica         | Surdulica City Stadium | 3,312     |
| FK Radnički Sremska Mitrovica | Sremska Mitrovica | Stadion FK Radnički    | 2,000     |
| FK Sloboda Užice              | Užice             | Radomir Antić Stadium  | 12,000    |
| GFK Sloven Ruma               | Ruma              | Stadion Sloven         | 1,000     |
| FK Smederevo 1924             | Smederevo         | Smederevo Stadium      | 17,200    |
| FK Trayal Kruševac            | Kruševac          | Mladost Stadium        | 10,331    |
| FK Voždovac                   | Belgrado          | Voždovac Stadium       | 5,200     |
| OFK Vršac                     | Vršac             | Vršac City Stadium     | 5,000     |
| FK Zemun                      | Belgrado          | Zemun Stadium          | 9,600     |

## Campeones Prva Liga
- El campeón y subcampeón ascienden a la Superliga, el tercer clasificado disputa una promoción por otro ascenso.
| Temporada | Campeón                  | Subcampeón             | Tercero                     | Máximo goleador              | Goles |
| --------- | ------------------------ | ---------------------- | --------------------------- | ---------------------------- | ----- |
| 2006–07   | FK Mladost Lučani (3)    | FK Čukarički Stankom   | FK Napredak Kruševac        | Filip Đorđević               | 16    |
| 2007–08   | FK Javor Ivanjica (2)    | FK Jagodina            | FK BSK Borča                | Igor Pavlović                | 17    |
| 2008–09   | FK BSK Borča             | FK Smederevo           | FK Mladi Radnik             | Marko Pavićević              | 13    |
| 2009–10   | FK Inđija                | FK Sevojno             | FK Kolubara                 | Borivoje Filipović           | 12    |
| 2010–11   | FK BASK                  | FK Radnički Kragujevac | FK Novi Pazar               | Darko Spalević               | 13    |
| 2011–12   | FK Radnički Niš (3)      | FK Donji Srem          | FK Mladost Lučani           | Ivan Pejčić                  | 13    |
| 2012–13   | FK Napredak Kruševac (7) | FK Čukarički           | FK Voždovac                 | Milanko Rašković             | 19    |
| 2013–14   | FK Mladost Lučani (4)    | FK Borac Čačak         | FK Metalac Gornji Milanovac | Predrag Živadinović          | 15    |
| 2014–15   | FK Radnik Surdulica      | FK Javor Ivanjica      | FK Metalac Gornji Milanovac | Stefan Dražić                | 13    |
| 2015–16   | FK Napredak Kruševac (8) | FK Bačka Bačka Palanka | FK ČSK Pivara               | Nenad Lukić                  | 14    |
| 2016–17   | FK Mačva Šabac (1)       | FK Zemun               | FK Sloboda Užice            | Uroš Đerić                   | 19    |
| 2017–18   | FK Proleter Novi Sad     | FK Dinamo Vranje       | FK Metalac Gornji Milanovac | Zakaria Suraka               | 17    |
| 2018–19   | FK TSC                   | FK Javor Ivanjica      | FK Inđija                   | Ivan Marković                | 29    |
| 2019–20   | FK Zlatibor Čajetina     | RFK Grafičar Beograd   | OFK Bačka                   | Aleksandar Katanić           | 19    |
| 2020–21   | FK Radnički Kragujevac   | FK Kolubara            | FK Kabel                    | Dragiša Komarčević           | 14    |
| 2021–22   | FK Mladost Novi Sad      | FK Javor Ivanjica      | FK Železničar Pančevo       | Milan Vidakov                | 18    |
| 2022–23   | FK IMT                   | FK Železničar Pančevo  | RFK Grafičar Beograd        | Krsta Đorđević Miloš Luković | 15    |
| 2023-24   | OFK Belgrado             | FK Jedinstvo Ub        | FK Indija                   | Dejan Georgijević            | 16    |